# Covent Garden (Brüssel)
Der Covent Garden ist ein Gebäudekomplex im Quartier Nord, dem zentralen Geschäftsviertel der belgischen Hauptstadt Brüssel. Das Gebäude befindet sich in direkt Nachbarschaft zum Tour Rogier am Place Charles Rogier/Karel Rogierplein.

## Geschichte
Der Gebäudekomplex besteht aus zwei Gebäuden mit jeweils einer Fläche von 15.000 m² und 57.000 m², die von 2003 bis 2007 erbaut wurden. Das höhere Gebäude des Komplexes ist der 100 Meter hohe Covent Garden B. Er zählt 26. Etagen und hat eine ovale Form und zählt somit zu den höchsten Gebäuden der Stadt und des Landes. Der niedrigere Turm ist lediglich 35,6 Meter hoch und zählt 10 Etagen. Drei weitere unterirdische Etagen bieten Platz für 350 Parkplätze. Beide Gebäude werden mit einem mit Glas überdachten Garten miteinander verbunden.
Anfang Oktober 2007 stand das Gebäude in den Schlagzeilen, da es für eine Rekordsumme von 300 Millionen Euro an die britische Investmentgruppe Evans Randall verkauft wurde.